# Punkty spustowe
Punkty spustowe (ang. trigger points) – niewielkie, nadwrażliwe obszary w obrębie brzuśca mięśniowego lub powięzi mięśnia. Pod wpływem nacisku powodują tkliwość oraz ból mający charakter promieniujący lub rzutowany. Pojawiają się często w mięśniach narażonych na długotrwałe przeciążenia. Powstają one na skutek m.in. stresu, przemęczenia, urazów i mikrourazów, zaburzeń układowych jak i pooperacyjnych, a także niewydolności mięśniowej. Usunięcie punktu spustowego nie jest równoznaczne z wyeliminowaniem czynników mających wpływ na jego aktywność.

## Czynniki wywołujące rozwój punktów spustowych
- Wrodzone (np. skrócenie kończyny górnej, niedorozwój jednej kości miednicznej, zniekształcenie twarzy; w wyniku okołoporodowego urazu pojawić się mogą zniekształcenia czaszki, które wpływają na wewnątrzczaszkowe warstwy tkanki łącznej, a te z kolei za sprawą połączeń anatomicznych są w stanie wywoływać kompensacyjne zmiany w różnych rejonach ciała).
- Przeciążenia/nieprawidłowe wykorzystanie (niewłaściwe nawyki posturalne, rekreacyjne i zawodowe, z którymi mogą wiązać się tzw. „zespoły skrzyżowania” i/lub stres funkcjonalny).
- Niedostateczne obciążenie (np. zbyt mała lub brak aktywności fizycznej, siedzący tryb życia, unieruchomienie).
- Nadużywanie (np. zabieg operacyjny, mikrourazy, uraz biczowy).
- Aktywność odruchowa (punkty spustowe tworzące punkty embrionalne i nowe obszary dysfunkcji, a także np. segmentalne uwrażliwienie wpływami trzewno-somatycznymi).

Na rozwój punktów spustowych ma również wpływ niedobór witaminy B12, kwasu foliowego, witaminy C, żelaza, a także nierównowaga hormonalna.

## Rodzaje punktów spustowych w zależności od dolegliwości bólowych
- Aktywne (spontaniczna wrażliwość w miejscu pojawienia się aktywnego punktu spustowego, odczuwanie dolegliwości lokalnie oraz z dala od uciskanego obszaru, pojawienie się objawów rzutowanych i promieniujących w postaci: mrowienia, palenia, bólu, swędzenia itp.).
- Utajone (brak odczuwania dolegliwości bólowych przed uciskiem w rejonie punktu spustowego, wywołanie dolegliwości bólowych lokalnych, rzutowanych i promieniujących podczas ucisku.
- Embrionalne (wszystkie punkty wrażliwe na dotyk w obrębie tkanek miękkich, które nie powodują promieniowania dolegliwości bólowych)

## Symptomy inne niż ból świadczące o występowaniu punktów spustowych
Punkty spustowe są odpowiedzialne również za inne dolegliwości, których nie można opisać jako ból:
- zmiany skórne,
- zaburzenia funkcji trawiennych,
- odczucia podobne do towarzyszących zapaleniu wyrostka robaczkowego,
- upośledzona perystaltyka żołądka,
- niestrawność, zgaga, mdłości,
- zaczerwienienie spojówek,
- arytmia serca,
- dermografia,
- podwyższona sekrecja zatoki szczękowej,
- gęsia skórka,
- opadanie powiek i nadmierne łzawienie,
- skurcz naczyń krwionośnych i ból głowy.